# Blaesoxipha popovi
Blaesoxipha popovi är en tvåvingeart som beskrevs av Boris Borisovitsch Rohdendorf 1937. Blaesoxipha popovi ingår i släktet Blaesoxipha och familjen köttflugor.
Artens utbredningsområde är Kazakstan. Inga underarter finns listade i Catalogue of Life.